# 중화인민항일군사정치대학교
중화인민항일군사정치대학교(中華人民抗日军事政治大學校)는 국민정부 시대 중화민국 산시 성 옌안 및 시안 지방과 장시 성 루이진 지역의 연합 성향 공립 대학교였다.
원래 이 학교는 1931년 10월 17일을 기하여 중화민국 산시 성 옌안에서 첫 개교되었으며 1933년 10월 17일을 기하여 중화민국 산시 성 시안에 제1분교 개설과 중화민국 장시 성 루이진에 제2분교 개설을 하여 이토록 각각 분교를 증설하는 등 대학교 체제가 재개편되었고 1945년 10월 28일을 기하여 폐교되었다. 참고로 이 학교의 후신급 학교로는 옌안 대학교, 난창 대학교, 산시 사범대학교 등이 있다.